# Круглое Поле (деревня)
 Круглое Поле — деревня в Тукаевском районе Татарстана. Входит в состав Бетькинского сельского поселения.

## География
Находится в пригородной зоне Набережных Челнов, в 6-7 км к западу от железнодорожной станции Набережные Челны.

## История
Известна с 1646 года, упоминалось также как Богоявленское. В 1842 году была построена Богоявленская церковь, церковно-приходская школа (открыта в 1882), ветряная мельница, крупообдирка, сушилка; ярмарки (6 января, 8 июля, 22 октября). 

## Население
Постоянных жителей было: в 1870—883, в 1897—874, в 1913—1083, в 1920—994, в 1926—688, в 1938—404, в 1949—396, в 1958—255, в 1970—169, в 1979—113, в 1989 — 20, 5 в 2002 году (русские 100 %), 26 в 2010.